# Ваља Пожарулуј (Горж)
Ваља Пожарулуј (рум. Valea Pojarului) насеље је у Румунији у округу Горж у општини Бустукин. Oпштина се налази на надморској висини од 303 m.

## Становништво
Према подацима из 2002. године у насељу је живело 509 становника, од којих су сви румунске националности.